# Памук
Памук је мекано влакно које расте око семена биљке Gossypium, грма из тропских и суптропских крајева, укључујући Америку, Индију и Африку. Влакно је скоро чиста целулоза. Под природним околностима, памучни намотаји повећавају ширење семена. Влакно се најчешће упреда у нити и користи за израду меканих, пропустних тканина и најчешће је кориштено природно влакно у свету данас. Продајна јединица за памук је бала.
Практично сав комерцијални памук који се данас узгаја су варијанте америчких врста Gossypium hirsutum и Gossypium barbadense. Највећа разноликост дивљих врста памука налази се у Мексику, праћена Аустралијом и Африком. Памук је независно доместикован У Старом и Новом свету.
Употреба памука за израду тканина је позната од преисторијских времена; фрагменти памучне тканине датиране на око 5000. п. н. е. су били екскавирани у Мексику, а они из између 6000. п. н. е. и 5000. п. н. е. у области цивилизације долине Инда. Мада је памук култивисан од античког доба, тек је изум памучног џина довољно смањио трошкове производње да би дошло до широко распрострањене употребе, и у данашње време је то најтраженија тканина од природних влакана у одећи.
Тренутне процене светске производње износе око 25 милиона тона годишње или 110 милиона бала годишње, што се остварује користећи 2,5% обрадивог земљишта у свету. Кина је највећи произвођач памука на свету, али се највећи део користи у земљи. Сједињене Државе су највећи извозник већ дуги низ година. У Сједињеним државама, се памук обично мери у балама, чија величина је око 0,48 cubic meters (17 cubic feet), а маса 226,8 kg.
Српски назив памук је преузет из турске речи pamuk, истог значења. Енглеска реч cotton и слични шпански, холандски, француски и италијански називи су позајмљени из арапског ' قُطْن, „памук“.

## Типови
Постоје четири врсте памука које се комерцијално узгајају, од којих су све доместиковане у античком добу:
- – висински памук, пореклом из Централне Америке, Мексика, Кариба и јужне Флориде (90% светске производње)
- – познат као екстра-дугачки стејпл памук, пореклом из тропских предела Јужне Америке (8% светске производње)
- – дрвни памук, пореклом из Индије и Пакистана (мање од 2%)
- – Левантски памук, пореклом из јужне Африке и Арабијског полуострва (мање од 2%)

Две врсте памука из Новог Света покривају највећи део модерне производње памука, док су две врсте из Старог Света биле у широкој употреби пре 1900-их. Мада се влакна памука природно јављају у белој, смеђој, роза и зеленој боји, бојазан од генетичке контаминације белог памука је довела у многим узгојним подручјима до забране култивације обојених варијетета памука.

## Историја

### Рана историја

#### Индијски потконтинент
Најстарија евиденција употребе памука на Индијском потконтиненту је нађена на локацијама Мергар и Ракхигархи. На тим местима су влакна памука нађена презервирана у бакарним перлама. Ти налази су датирани на период Неолитика (између 6000 и 5000. п. н. е.). Продукција памука у том региону је датирана на цивилизацију долине Инда, која је покривала делове модерног источног Пакистана и северозападне Индије између 3.300 и 1.300. п. н. е. Индијска памучна индустрија је била добро развијена и неки методи који су кориштени за упредање и прераду памука су били у употреби све до времена индустријализације Индије. Између 2000 и 1000. п. н. е. памук је постао широко заступљен на већем делу Индије. На пример, пронађен је на локацији Халус у Карнатаки узорак који је датиран на око 1.000. п. н. е.

#### Америке
Памучна тканина откривена у пећини у близини Тевакана у Мексику је датирана на око 5.800. п. н. е. Доместикација биљке Gossypium hirsutum у Мексику је датирана на период између 3.400 и 2.300. п. н. е.
У Перуу, култивација индогене врсте памука Gossypium barbadense је била датирана на локацији Анкон на доба око 4.200. п. н. е. Сматра се да те то била основа развоја обалских култура као што су Норте Чико, Моче, и Наска. Памук је узгајан узводно, од њега су прављене мреже, и њима се трговало у рибарски селима дуж обале за велике количине рибе. Шпанци, који су дошли у Мексико и Перу у раном 16. веку, затекли су становништво које узгаја памук и носи одећу направљену од њега.

#### Арабија
Грци и Арапи нису познавали памук до времена ратова Александра Великог, чији савременик Мегастенес је рекао Селеуку I Никатору да „постоји дрвеће на којем расте вуна“ у Индији. То је вероватно референца на „дрвни памук“, Gossypium arboreum, који води порекло са Индијског потконтинента.
Према Columbia Encyclopedia:
Памук је био преден, ткан и бојен од преисторијских времена. Њиме су се облачили људи древне Индије, Египта и Кине. Стотине година пре хришћанске ере, памучни текстили су ткани у Индији са вештином без премца, а његова употреба се проширила у медитеранске земље.

#### Иран
У Ирану, историја памука датира од времена Ахеменида (5. век п. н. е.); међутим, постоји мало извора о култивацији памука у преисламском Ирану. Узгој памука је био заступљен у Мерву, Рају и Фарсу у Ирану. У поемама персијских песника, а посебно у Фирдусијевој Шахнами, постоје референце на памук (panbe у персијском). Марко Поло (13. век) помиње главне производе Персије, укључујући памук. Жан Шардин, француски путописац из 17. века који је посетио Сафавидску Персију, говорио је о огромним фармама памука у Персији.

#### Кина
Током династије Хан (207. п. н. е. - 220.), Кинези су узгајали памук у јужној кинеској провинцији Јунан.

### Средњи век

#### Источни свет
Египћани су узгајали и прели памук од 6–700.
Ручни ваљак памучних џинова је кориштен у Индији од 6. века, и био је одатле уведен у друге земље. Између 12. и 14. века, машине са два ваљка су се појавиле у Индији и Кини. Индијска верзија машине је била превалентна у Медитеранској трговини памуком у 16. веку. Овај механички уређај је у неким областима био покретан воденом снагом.
Преслица је индијски изум из периода између 500 и 1000.те године. Најраније јасне илустрације преслице потичу из исламског света у једанаестом веку.

#### Европа
Током касног средњовековног периода, памук је постао познат као увезено влакно у северној Европи, без икаквог знања о томе како је настао, осим тога да је био биљног порекла. Пошто је Херодот написао у својим Историјама, књига III, 106, да у Индији расте дрвеће у дивљини које производи вуну, претпостављало се да је биљка била стабло, уместо грма. Тај аспекат је задржан у имену памука у неколико германских језика, као у немачком Baumwolle, што се може превести као „дрво вуне“ (Baum значи „дрво“; Wolle је „вуна“). Уочавајући његову сличност са вуном, део популације у Европи је замишљао да памук морају да производе овчије биљке. Џон Мандевил, пишући у 1350. години, наводи као чињеницу сада-апсурдно веровање: „Тамо [у Индији] расте дивно дрво које има малу јагњад на крајевима својих грана. Те гране су тако савитљиве да су се нагињу надоле како би се омогућило јагањцима да се хране када су гладни  [sic].“ (Погледајте Vegetable Lamb of Tartary.) До краја 16. века, памук је био узгајан широм топлијих региона Азије и Америка.
Производња памука је уведена у Европу током Муслиманског конквеста Пиринејског полуострва и Сицилије. Познавање памучног ткања се проширило у северну Италију у 12. веку, када су Сицилију освојили Нормани, и консеквентно на остатак Европе. Преслица, је уведена у Европу око 1350, чиме је побољшано предење памука. До 15. века, Венеција, Антверпен, и Харлем су биле увозне луке за трговину памуком, а продаја и транспорт памучног текстила су постали веома профитабилни.

### Рани модерни период

#### Мугулска Индија
Под Могулским царством, које је владало Индијским потконтинентом од раног 16. века до раног 18. века, Индијска продукција памука је порасла, у погледу сировог памука и памучних текстила. Могули су увели аграрне реформе, као што је нови систем прихода који је давао приоритет усевима веће вредности, као што су памук и индиго, пружајући државне подстицаје за узгој таквих усева, упоредо са повећањем потражње на тржишту.
Највећа производна индустрија у Могулском царству била је памучна текстилна производња, која је обухватала производњу робе на комад, памучног платна, и муслина, доступних у виду неизбељене тканине и у разним бојама. Памучна текстилна индустрија је била одговорна за велики део међународне трговине империје. Индија је имала удео од 25% у глобалној трговини текстилом у раном 18. веку. Индијски памучни текстили су били једна од најважнијих произведених роба у светској трговини 18. века, која се конзумирала широм света од Америка до Јапана. Најважнији центар памучне продукције је била Бенгал Субах провинција, посебно око њене престонице Даке.
Ваљак пужастог пара памучног џина, који је изумљен у Индији током раног периода Делхи Султаната у 13. и 14. веку, ушао је у употребу у Могулском царству у 16. веку, и још увек се користи у Индији у данашње време. Још један изум, инкорпорација ручке курбле у памучни џин, се први пут јавила у Индији током касног периода Делхи Султаната или раног Могулског царства. Продукција памука, који је у великој мери био упредан у селима и потом ношен у градове у облику предива да би се уткао у тканине за одећу, била је поспешена дифузијом преслица широм Индије непосредно пре Мугулске ере. Тиме су снижени трошкови предења и повећана је потражња за памуком. Дифузија преслица и инкорпорација пужних парова и ручице за ваљкове памучних џинова довели су до знатног проширења производње индијских памучних тканина током Могулске ере.
Судећи по неким записима помоћу индијскиг памучниг џина, који је пола машина и пола алат, један мушкарац и једна жена могли су да очисте 28 фунти памука дневно. Са модификованом Форбсовом верзијом, један човек и дечак могли су да произведу 250 фунти дневно. Ако су волови коришћени за напајање 16 таквих машина, а неколико људи је кориштено за њихово храњење, они су могли да произведу количину за коју је раније било потребно 750 људи.

#### Египат
У раном 19. веку, Француз М. Жумел је предложио тадашњем владару Египта, Мухамед Али Паши, да он може да заради знатан приход узгојем екстра-дугачког памука (Gossypium barbadense), у Доњем Египту, и његовим пласирањем на француско тржиште. Мухамед Али-паша је прихватио предлог и доделио себи монопол над продајом и извозом памука у Египту; а касније је условљавао да памук треба да буде преферентно узгајан у односу на друге усеве.
Египат под Мухамедом Алијем у раном 19. веку је имао пету најпродуктивнију памучну индустрију на свету, у погледу броја вретена по становнику. Индустрија је иницијално била покретана машинеријом која се ослањала на традиционалне изворе енергије, као што су животињска снага, водени токови и ветрењаче, који су такође били главни извор енергије у Западној Европи све до 1870. Под Мухамедом Алијем су почетком 19. века уведене парне машине у египатску памучну индустрију.
До времена Америчког грађанског рата годишњи извоз је достигао 16 милиона америчких долара (120.000 бала), који је порастао на 56 милиона америчких долара до 1864, превасходно због губитка конфедеративне тржишне понуде. Извоз је наставио са растом чак и након поновног увођења америчког памука, произвођеног са плаћеном радном снагом, и Египатски извоз је достигао 1,2 милиона бала годишње до 1903.

## Највећи произвођачи памука
| Највећи произвођачи памука — 2009 | Највећи произвођачи памука — 2009 |
| --------------------------------- | --------------------------------- |
| земља                             | милиона бала                      |
| Кина                              | 32.5                              |
| Индија                            | 24.3                              |
| Сједињене Државе                  | 13.0                              |
| Пакистан                          | 9.2                               |
| Египат                            | 5.4                               |
| Узбекистан                        | 4.2                               |
| Аустралија                        | 1.8                               |
| Турска                            | 1.7                               |
| Туркменистан                      | 1.1                               |
| Сирија                            | 1.0                               |
| Извор:                            |                                   |

Мање количине памука су произвођене и 1930-тих у "Јужној Србији" (Македонији).